# Héritage criminel
Pour plus de détails, voir Fiche technique et Distribution.
Héritage criminel (Murder on Spec) est un téléfilm américano-canadien réalisé par Harvey Kahn et diffusé le 27 août 2006 sur Lifetime.

## Fiche technique
- Titre de diffusion télé : Trophy Wife
- Réalisation : Harvey Kahn
- Scénario : Pablo F. Fenjves (en)
- Société de production : Front Street Pictures
- Durée : 95 minutes
- Pays :  États-Unis,  Canada

## Distribution
- Brooke Burns : Kate Graham
- Royston Innes : Mathis
- Kyle Cassie : Jim McMorrow
- Peter Benson : Inspecteur Paul Tannon
- Jay Brazeau : Harry
- Barclay Hope : Duke Fairbanks
- Gina Holden : Diana Coles
- Barry Bowman : Avocat
- Blaine Lopes : Sam
- John Gibb : Garde
- Dean Monroe Mckenzie : Shaw
- Colin Chapin : Serveur
- Chiara Zanni (en) : Chelsea Fordham
- David Allan Pearson : George Fordham
- Arnie Walters : Juge Abramson
- Casey Austin : Joanne
- Tammy Gillis (en) : Libby
- Joanne Wilson : Deborah Winters
- Byron Lawson : Weston
- Gayle Yamamoto : Sally Knowles
- Michelle Schroeder : Vendeuse
- Sylvesta Stuart : Powell
- Lauro Chartrand : Marino
- Jason Kendell : Avocat